# Leo Hendrickx
Leo Hendrickx (Arendonk, 3 oktober 1943) is een Belgisch voormalig voetballer. Hij speelde van 1962 tot 1970 in de Eerste klasse voor K. Lierse SK. Met deze club behaalde hij de Beker van België 1968-69.

## Biografie
Hendrickx tekende op 13-jarige leeftijd de aansluitingskaart waarmee hij lid werd van de jeugdafdeling van Verbroedering Arendonk. Op 2 september 1960 debuteerde hij in het eerste elftal van deze club in een wedstrijd tegen AC Olen. Hendrickx maakte hierin twee doelpunten waardoor de wedstrijd met 2-1 werd gewonnen. In dat seizoen werd hij met 15 doelpunten topschutter van de club. In nagenoeg alle wedstrijden speelde hij als links- of rechtsbuiten.
Een transfer naar de toenmalige Belgische kampioen K. Lierse SK volgde. In zijn eerste seizoen speelde hij achtereenvolgens bij de Provinciale Juniors en de Nationale Reserven van deze club. Beide elftallen werden kampioen in hun afdeling. Op 2 september 1962 debuteerde hij in het eerste elftal van Lierse, in een uitwedstrijd tegen FC Luik.
In de Beker van België 1968-69 had hij een klein aandeel: hij speelde de 1/32 finale tegen Excelsior Puurs (3-0) en in de kwartfinale, een uitwedstrijd die met 1-3 gewonnen werd van AS Oostende. Samen met de andere spelers van Lierse werd Hendrickx na de bekerwinst op het stadhuis van Lier gehuldigd.
Hendrickx maakte deel uit van de vaste kern van het eerste elftal van Lierse, speelde 134 wedstrijden en scoorde daarin 34 doelpunten tot 1970. In dat jaar ging hij over naar Olse Merksem dat in de Derde klasse speelde. In het seizoen 1972–1973 werd deze club kampioen van deze klasse. 
In 1975 keerde hij terug als speler-trainer bij zijn jeugdclub Verbroedering Arendonk, waarmee hij in hetzelfde jaar kampioen werd van de Derde Provinciale Antwerpen. Later was hij nog speler-trainer bij KFC Vrij Arendonk. In 1979 behaalde Hendrickx zijn diploma van oefenmeester aan de school der oefenmeesters van de Koninklijke Belgische Voetbalbond met onderscheiding. Daarna was hij trainer van verschillende clubs in de provinciale klassen.
Op 50-jarige leeftijd begon hij weer te spelen bij de veteranen van Verbroedering Arendonk, met wie hij tweemaal de Beker van België voor Veteranen won. Zijn laatste wedstrijd bij de veteranen speelde hij op 65-jarige leeftijd. In die periode deed hij nog scoutingswerk in België en Nederland voor KFC Tielen dat in de Tweede klasse speelde.
Hij is nog steeds een trouw supporter van K. Lierse SK, en is steeds aanwezig op de reünie van oud-spelers van deze club.